# Sura
Sura (arabsko = poglavje), osnovni sestavni del Korana, ki ga sestavlja niz aj. V Koranu je 114 sur, vsaka pa nosi naslov po tematski oz. prvi besedi po vrsti.

## Seznam
1. Odprtje knjige
2. Krava
3. Amramova družina
4. Ženske
5. Miza
6. Živina
7. Zid
8. Plen
9. Kesanje
10. Jona
11. Eber
12. Jožef
13. Grom
14. Abraham
15. Hidžr
16. Čebela
17. Nočno potovanje
18. Votlina
19. Marija
20. Ta ha
21. Glasniki vere
22. Romanje
23. Verniki
24. Svetloba
25. Furkan
26. Pesniki
27. Mravlje
28. Pripoved
29. Pajek
30. Bizantinci
31. Lukman
32. Čaščenje
33. Zavezniki
34. Saba
35. Stvarnik
36. Jasin
37. Vrste
38. Sad
39. Skupine
40. Vernik
41. Pojasnilo
42. Posvetovanje
43. Nakit
44. Dim
45. Klečeči
46. Peščene sipine
47. Mohamed
48. Zmaga
49. Sobe
50. Kaf
51. Tisti, ki pihajo
52. Gora
53. Zvezda
54. Mesec
55. Usmiljeni
56. Dogodek
57. Železo
58. Razprava
59. Izgnanstvo
60. Preverjena
61. Bojni razpored
62. Petek
63. Dvoličneži
64. Slepilo
65. Razveza zakona
66. Prepoved
67. Oblast
68. Pero
69. Neizbežna ura
70. Nebesne poti
71. Noe
72. Džini
73. Zaviti
74. Pokriti
75. Sodni dan
76. Človek
77. Poslani angeli
78. Vest
79. Tisti, ki iztrgajo
80. Namrščil se je
81. Potemnitev sonca
82. Razkol
83. Goljufi
84. Razkol neba
85. Ozvezdja
86. Zvezda danica
87. Vsevišnji
88. Stiska
89. Zora
90. Mesto
91. Sonce
92. Noč
93. Jutro
94. Tolažba
95. Smokva
96. Zarodek
97. Noč kadr
98. Dokaz
99. Potres
100. Tisti, ki dirjajo
101. Konec sveta
102. Pohlep
103. Čas
104. Obrekljivec
105. Slon
106. Kurejši
107. Dobra dela
108. Obilje
109. Neverniki
110. Pomoč
111. Plamen
112. Enotnost
113. Svitanje
114. Ljudje